# Zbrodnia w Pendykach
Zbrodnia w Pendykach – zbrodnia dokonana przez UPA podczas rzezi wołyńskiej na ludności polskiej wsi Pendyki w powiecie kostopolskim na Wołyniu, w dniu 29 marca 1943 r. Jej ofiarą padło ok. 150 osób.

## Tło zbrodni
Pendyki były dużą kolonią (wewnętrznie dzieloną na Pendyki I i II) zamieszkaną niemal wyłącznie przez Polaków (z wyjątkiem 1 rodziny ukraińskiej). Już w marcu 1943, pod wpływem wiadomości napływających z okolicznych miejscowości, w kolonii powstała samoobrona, która posiadała kilka sztuk broni palnej oraz wykopała dookoła wsi okopy. 
25 marca 1943 w Pendykach schroniła się grupa osób ocalałych z ataku UPA na kolonię Tomaszów. 

## Zbrodnia
Mimo dokonanych wcześniej przygotowań, Polacy zostali całkowicie zaskoczeni przez oddział UPA, który napadł na Pendyki i sąsiadujące Pieńki 29 marca 1943 we wczesnych godzinach rannych (spodziewano się ewentualnego ataku w nocy). Napastnicy ostrzelali wieś z pocisków zapalających, część ofiar zabili, wrzucając je do podpalonych wcześniej budynków. Polacy ratowali się ucieczką przez podmokłe łąki do lasu, ścigani przez upowców. Równolegle miał miejsce rabunek mienia w zaatakowanej wsi. Jedyni zamieszkali w Pendykach Ukraińcy nie wzięli w nim udziału, zamiast tego ukrywając u siebie rodzinę polską. 
Następnego dnia część osób, które zdołały schronić się w lesie, wróciła do wsi, gdzie odnalazła ok. 150 ciał zamordowanych mieszkańców Pendyk. Nie udało się jednak ustalić tożsamości wszystkich ofiar. Ocaleni Polacy udali się następnie przez las do Cumania, gdzie skontaktowali się z oddziałem Wehrmachtu, od którego otrzymali broń i eskortę na powrót do Pendyk i dokonanie pogrzebu zabitych we wspólnych grobach. 